# Herdla
Herdla este o localitate din comuna Askøy, provincia Hordaland, Norvegia.